# Edward Finch-Hatton
Edward Finch-Hatton (1697 – 16. května 1771) byl britský diplomat, politik a dvořan. Dlouhodobě působil v diplomacii a byl vyslancem v Polsku, Švédsku a Rusku. Kromě toho zastával funkce u dvora a čtyřicet let byl poslancem Dolní sněmovny.

## Životopis

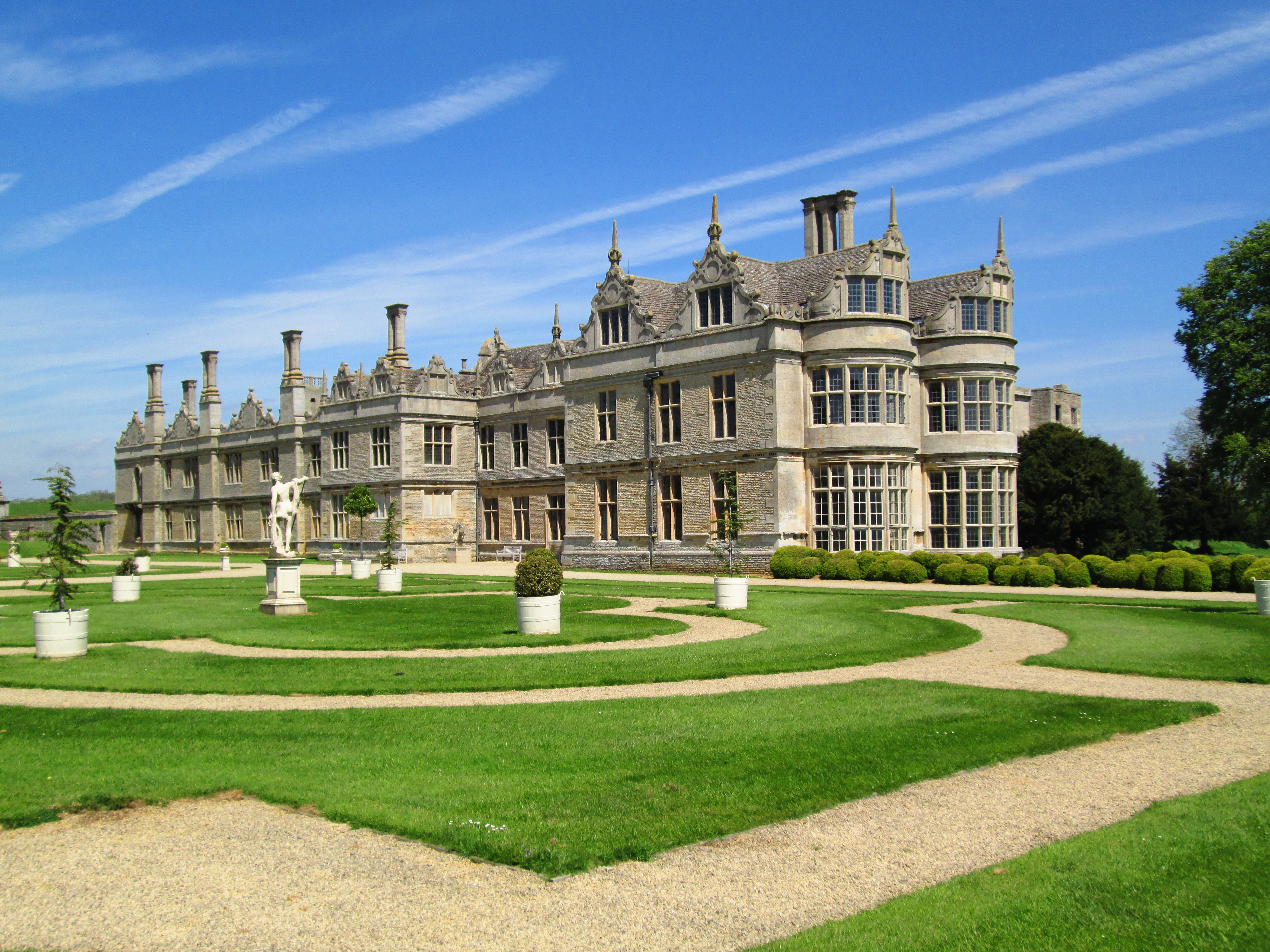
Zámek Kirby Hall (Essex), dědictví po rodu Hattonů

Pocházel ze starobylého šlechtického rodu Finchů, narodil se jako pátý syn významného státníka 2. hraběte z Nottinghamu a jeho druhé manželky Anne, rozené Hatton (1668–1743). Studoval v Cambridge, poté absolvoval kavalírskou cestu, během níž pobýval ve Francii, Itálii a Hannoversku (1720–1723). Krátce poté se stejně jako starší bratr William zapojil do diplomatických služeb a v letech 1724–1725 byl vyslancem u říšského sněmu v Řezně, poté zastupoval britské zájmy v Krakově (1725–1727). V letech 1728–1739 byl vyslancem ve Stockholmu a nakonec v Petrohradě (1739–1742). Cestou do Ruska pobýval na jaře v roce 1740 znovu jako mimořádný vyslanec v Polsku. V letech 1727-1768 byl též členem Dolní sněmovny, v parlamentu celou dobu zastupoval volební obvod Cambridgeské univerzity. Po návratu do Anglie byl lordem komořím Jiřího II. (1742–1756), později zastával u dvora funkce správce soukromé královské pokladny a královského šatníku (1757–1760), nakonec zastával méně významný post inspektora státních komunikací (Surveyor of the King's Private Roads; 1760–1771).

## Rodina
V roce 1764 po své pratetě Anne Hatton přijal jméno Finch-Hatton spolu s převzetím dědictví zámku Kirby Hall (Essex). Byl dvakrát ženatý, z druhého manželství měl tři děti. Mladší syn John Finch (1755–1841) žil v USA, starší syn George Finch-Hatton (1747–1823) byl dlouholetým členem Dolní sněmovny. V další generaci pak vnuk George William Hatton-Finch (1791–1859) zdědil hraběcí tituly z Winchilsey a z Nottinghamu.
Edwardův starší bratr Daniel Finch, 8. hrabě z Winchilsey (1689–1769) byl několikrát členem vlády a dvakrát zastával funkci ministra námořnictva. Další bratr William Finch (1691–1766) působil v diplomacii a byl vyslancem v Holandsku. Sestry Elizabeth a Charlotte se provdaly do významných rodin Seymourů a Murrayů (Charles Seymour, 6. vévoda ze Somersetu, William Murray, 1. hrabě z Mansfieldu).